# Calephelis perditalis
Calephelis perditalis är en fjärilsart som beskrevs av Barnes och Mcdunnough 1918. Calephelis perditalis ingår i släktet Calephelis och familjen Riodinidae. Inga underarter finns listade i Catalogue of Life.

## Bildgalleri

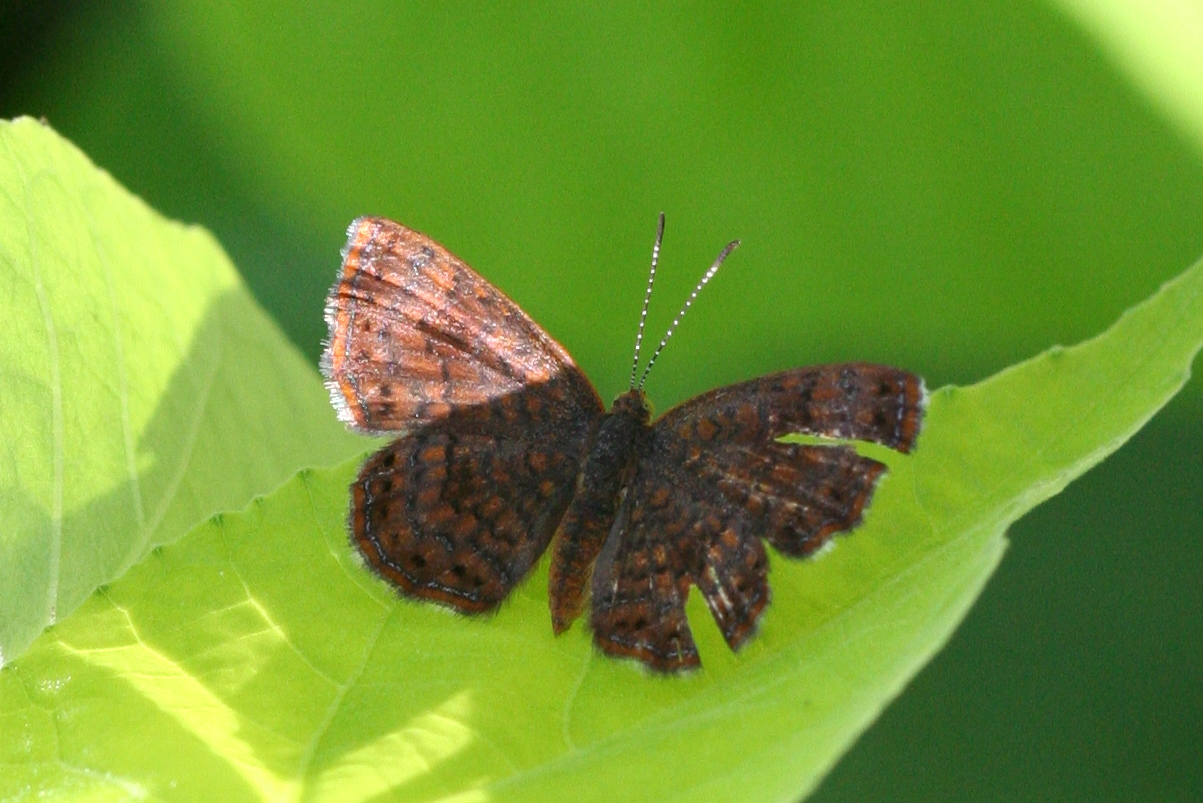
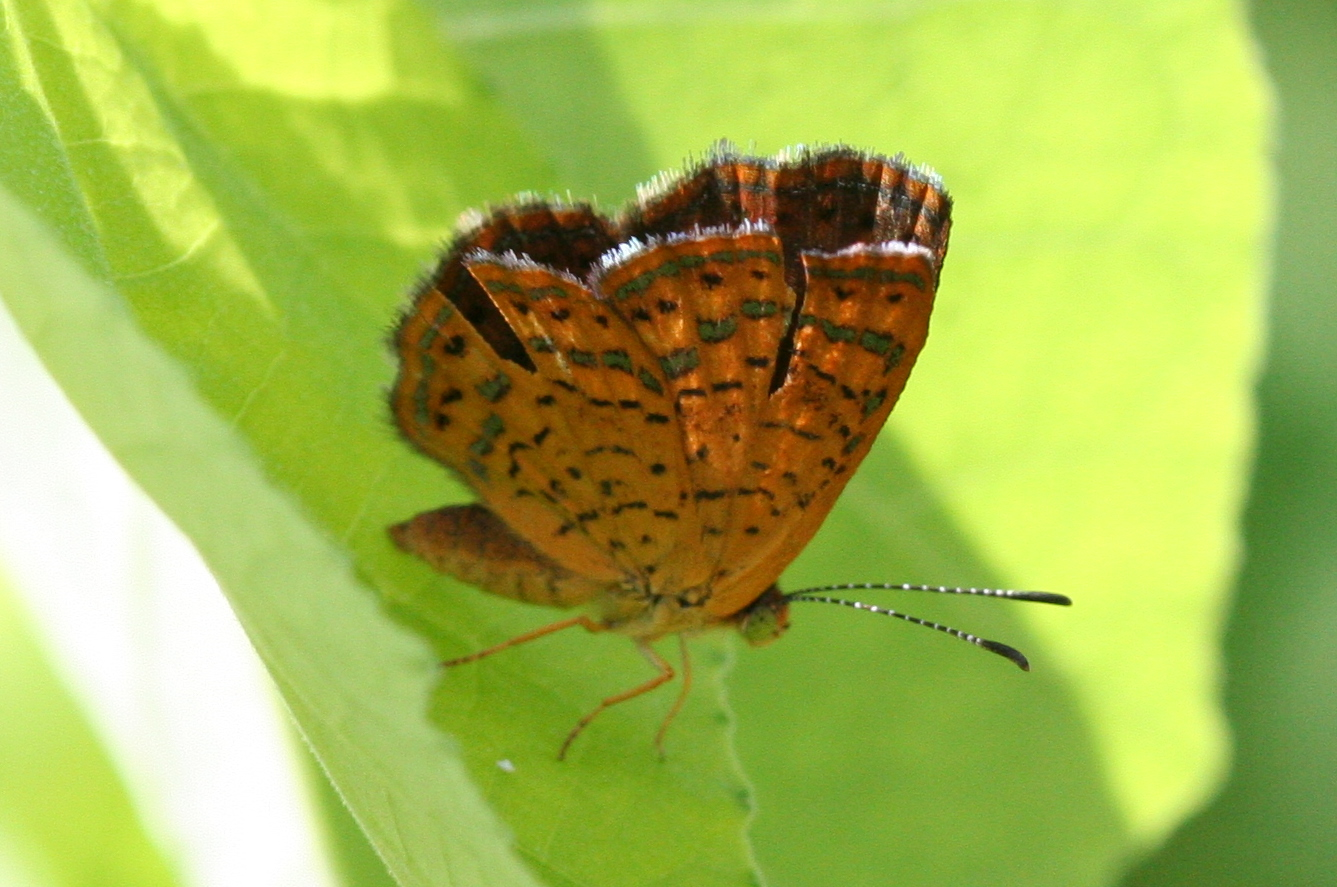